# تجربه‌گرایی
تجربه‌گرایی (به انگلیسی: Empiricism) یکی از گرایش‌های اصلی در معرفت‌شناسی و نقطهٔ مقابل خردگرایی است. بر اساس این دیدگاه همهٔ معرفت‌های بشری مستقیم یا غیرمستقیم برآمده از تجربه است. تجربه از منظر این دیدگاه نه فقط ادراک حسی بلکه دریافت‌هایی مانند حافظه یا گواهی دیگران را هم در بر می‌گیرد.
بر مبنای نظریهٔ مبناگرایی همهٔ باورهای ما با واسطهٔ استدلال نهایتاً از منبعی به دست آمده‌اند که آن منبع نیاز به توجیه یا استدلال ندارد. تجربه‌گرایی — که یکی از زیرمجموعه‌های مبناگرایی است — تنها تجربه را به عنوان چنین منبعی بی‌نیاز از توجیه می‌دانند. تقلیل‌گرایی یکی از ویژگی‌های عمده برنامه تجربه‌گرایی است که توسط جان لاک مطرح شد و بارکلی و هیوم آن را تدقیق کردند و اثبات‌گرایان آن را آخرین میخی می‌دانستند که بر تابوت بحث‌های دینی و اخلاقی و متافیزیکی کوفته شده بود.
تجربه‌گرایی با استفاده از حسیات در مقابل خردگرایی می‌باشد. تجربیات عقلی از علم حصولی است و روش اثبات غیر شهودی دارد. طبق نظر دکارت اگر همهٔ حواس چندگانهٔ ما از کار بیافتند ولی مغز هنوز بتواند فکر کند، حتماً ما وجود داریم؛ پس تجربهٔ این
دیدگاه بعد از رنسانس به صورت جدی طرح شد.
جان لاک، جرج بارکلی و دیوید هیوم از فیلسوفان در بین تجربه‌گرایان شناخته شده‌اند. تجربه‌گرایان عقیده داشتند که کل شناخت از تجربه به دست می‌آید. این فیلسوفان با متافیزیک خردگرا به‌خصوص استفاده مهارگسیخته‌اش از فرضیه‌پردازی طرح دعاوی کلان و شناخت مبتنی بر تصورات ذاتی خصومت می‌ورزیدند.

## تاریخ

### سابقه
یک مفهوم اصلی در علم و روش تحقیقات علمی این است که نتیجه‌گیری باید مبتنی بر تجربیات دست اول حواس انسان باشد. علوم طبیعی و اجتماعی هم از فرضیه‌های کاری استفاده می‌کنند که با مشاهده و آزمایش قابل سنجش باشند. اصطلاح نیمه‌تجربی گاهی برای توصیف روش‌های نظری استفاده می‌شود که از بدیهیات اساسی، قوانین علمی تعیین شده و نتایج تجربی قبلی به منظور مشارکت در ساخت مدل استدلال و تحقیق نظری استفاده می‌شود.
بنا بر گفته تجربه‌گرایان فلسفی هیچ دانشی را نمی‌توان به درستی استنباط کرد یا استنباطش قابل قبول نیست؛ مگر اینکه ناشی از تجربه یک یا چند حس انسان باشد. این دیدگاه معمولاً با عقل‌گرایی در تضاد است که می‌گوید دانش ممکن است از عقل و مستقل از حواس حاصل شود. به عنوان مثال، جان لاک معتقد است که برخی از دانش‌ها (مثلاً دانش دربارهٔ وجود خدا) می‌توانند از طریق شهود و استدلال به تنهایی حاصل شوند. به همین ترتیب، رابرت بویل، یک طرفدار برجسته روش آزمایشی، اظهار داشت که ما ایده‌های ذاتی داریم. عقل‌گرایان اصلی قاره (دکارت، اسپینوزا و لایبنیتس) نیز طرفداران «روش علمی» تجربی بودند.
فرانسیس بیکن معتقد بود که فیلسوفان گذشته با دنباله‌روی از ارسطو بیشتر بر استدلال عقلی تکیه کرده بودند و همین امر سبب شده بود که علوم تجربی در خرافات و تعصب‌های بیجا محصور بماند و پیشرفت نکند.